# Save Your Love (Renée & Renato)
Save Your Love är en sång som, då den framfördes av duon Renée & Renato, var singeletta i Storbritannien i december 1982. Den låg i topp i fyra veckor innan den slogs ut av Phil Collins inspelning av "You Can't Hurry Love".
"Save Your Love" gick in på den brittiska listan i oktober 1982  och placerade sig i början lågt. Sedan började den stiga framåt jul och sju veckor efter debuten toppade den listorna, och den spelades i Top of the Pops samt många radiostationer.

## Listplaceringar
| Land           | Topplacering |
| -------------- | ------------ |
| Storbritannien | 1            |
| Nederländerna  | 1            |
| Västtyskland   | 10           |
| Österrike      | 17           |
| Schweiz        | 4            |
| Sverige        | 3            |
| Norge          | 1            |

## Coverversioner
- Det svenska dansbandet Vikingarna spelade in en cover på sången 1983 på albumet Kramgoa låtar 11.[3]
- Den nederländska duon Willy & Willeke Alberti använde melodin till "Save Your Love" för "Niemand laat zijn eigen kind alleen" 1983.
- Den svenska dansbands-, pop- och countrysångerskan Kikki Danielsson spelade in en cover på sången i duett med hennes dåvarande make Kjell Roos på hennes julalbum "Min barndoms jular" från 1987, som "I juletid (Save Your Love)" med text på svenska skriven av Kikki Danielsson själv.[4]
- En annan text, "Dröm om mig", skrevs av Britt Lindeborg och Anne-Marie Nilsson och inspelad av det svenska dansbandet Lotta Engbergs på albumet "Vilken härlig dag" från år 2000.[5] Denna var en duett mellan Lotta Engberg och Peter Åhs, och finns även med på samlingsalbumet "Världens bästa Lotta" från 2006 av Lotta Engberg.

### Fotnoter
1. ↑  Hans Johansson (13 december 2012). ”Hitmen med Europe och Neil Young” (på svenska). Svenska Yle. https://svenska.yle.fi/artikel/2012/12/13/hitmen-med-europe-och-neil-young. Läst 23 oktober 2019.
2. ↑  ”De Nederlandse Top 40, week 4, 1983”. https://www.top40.nl/top40/1983/week-4. Läst 21 februari 2008.
3. ↑  Information i Svensk mediedatabas.
4. ↑  Information i Svensk mediedatabas.
5. ↑  Information i Svensk mediedatabas.